# Militärmiljonerna
Militärmiljonerna var en avgift som Finland under åren 1902–1916 var ålagd att erlägga till den ryska statskassan.
Efter att Finlands egna värnpliktiga styrkor upplösts 1901 frigjordes pengar i statsbudgeten vilka generalguvernör Nikolaj Bobrikov för de ryska styrkorna i Finland och efter värnpliktsstrejken 1902–1904 befriades finländska medborgare 1905 helt från militärtjänst. Som ersättning för landets lägre militärbörda skulle Finland erlägga en årlig avgift om 10 miljoner mark till den ryska statskassan. Från 1910 höjdes avgiften årligen med en miljon så att summan 1919 skulle ha uppgått till 20 miljoner mark. Ersättningen för 1905 vållade ännu inga problem, men därefter uppstod en tvist om rätten att förvalta de finländska statsmedlen. Skulle lantdagen bevilja hela summan för militärmiljonerna, eller bara en mindre del som inte kunde täckas ur den så kallade statsfonden som ansågs vara regeringens pengar? 
Genom det så kallade militärmanifestet i oktober 1909 bestämde Nikolaj II att hela avgiften skulle erläggas utan lantdagens medverkan. Lantdagen hade endast att fylla på statsfonden om den hotade att sina på grund av utbetalningarna till Ryssland. Manifestet ledde till regeringskris i Finland och senatens så kallade förryskning genom den så kallade sabel- eller amiralssenaten. Lantdagen försökte visserligen försvåra utbetalningarna genom att inte bevilja nya skatter, men senaten minskade då istället anslagen för diverse civila ändamål och fortsatte att till fullo erlägga militärmiljonerna. Tvisten om statsmedlens förvaltning försvårade betydligt reformsträvandena i Finland, egentligen mycket mera än vad militärmiljonerna innebar rent ekonomiskt. Särskilt lantdagens reformarbete blev lidande. Militärmiljonerna beräknas 1902–1916 ha kostat finländska staten omkring 195 miljoner mark. Som jämförelse kan nämnas att statsbudgeten före första världskriget gick på omkring 100 miljoner mark, men under kriget steg till det dubbla. 